# Delphine Deau
Delphine Deau (* 1991) ist eine französische Jazzmusikerin (Piano, Komposition).

## Leben und Wirken
Deau, die seit frühester Kindheit Klavier spielt, studierte zunächst klassische Musik in Paris. Sie begann dann neben ihrem Physikstudium am Konservatorium in Annecy mit einer Jazzausbildung. 2012 kehrte sie nach Paris zurück und schloss ihr zweijähriges Studium am Conservatoire à rayonnement régional de Paris (CRR), wo sie unter anderem bei Benjamin Moussay, Pierre Bertrand und Emil Spanyi studierte, mit dem Diplom ab. 
2013 gründete Deau mit Camille Maussion am Sopran- und Tenorsaxophon, dem brasilianische Kontrabassisten Pedro Ivo Ferreira und dem Schlagzeuger Pierre Demange während des Studiums am CRR in Paris ihr Nefertiti Quartet. Die Band, die in Frankreich bereits mehrere Preise gewonnen hat, nutzt ungewöhnliche Formen und eine freie dramaturgische Gestaltung; mit ihr veröffentlichte sie die Alben Danses futuristes (2015), Morse Code (2018), Frameless (Neuklang 2022) und Live in Paris (2023). Die Gruppe wurde bei der Euroradio Jazz Competition 2019 in Kopenhagen als „Ensemble des Jahres“ ausgezeichnet und präsentierte sich bei Jazz in Marciac, Umbria Jazz, dem Avignon Jazz Festival und der Jazzahead.
Weiterhin engagierte Deau sich in der Gruppe Kuartet'Z, die 2015 beim Wettbewerb von Jazz à Sète gewann. Weiterhin nahm sie an Projekten wie Short Stories von Julie Lallement teil und gehört seit 2016 zum Tactus Quintet von Clément Piezanowski, mit dem sie 2018 das Album Contours veröffentlichte und im selben Jahr den 1. Preis als Solistin bei den Sunset-Trophäen gewann; 2022 folgte mit Tactus das Album Spiders, Spirals and Frogs.  In Solokonzerten auf dem präparierten Klavier interpretierte sie Stücke von John Dowland.